# WCT Winter Finals 1972
Il WCT Winter Finals 1972 è stato un torneo di tennis giocato sul sintetico indoor. È stata la 1ª edizione del torneo, che fa parte del World Championship Tennis 1972. Il torneo si è svolto al Palazzo dello Sport di Roma in Italia dal 22 al 26 novembre 1972.

## Campioni

### Singolare maschile
Arthur Ashe ha battuto in finale  Robert Lutz con il punteggio di 6–2, 3–6, 6–3, 3–6, 7–6